# Torkel Knutsson (regissör)
Rolf Torkel Gustav Knutsson, född 17 mars 1960 i Stockholm, är en svensk skådespelare, filmproducent, sångare och regissör. Han är son till TV-programledaren och författaren Rolf Knutsson.

## Filmografi
Roller
- 1967 – Borgerlig kommentar till avhandling om slem och evighet
- 1974 – Rymmare
- 1986 – Än sen då?!
- 2004 – 6 juni

Filmmanus, producent
- 2000 – Naken

Regi
- 1995 – Naken
- 2000 – Naken
- 2011 – Lögner att älska